# Dekanat krzywiński
Dekanat krzywiński – jeden z 43 dekanatów archidiecezji poznańskiej.

## Parafie
- Parafia Matki Bożej Pocieszenia w Bielewie (Bielewo)
- Parafia św. Katarzyny Sieneńskiej w Choryni (Choryń)
- Parafia św. Idziego w Czerwonej Wsi (Czerwona Wieś)
- Parafia pw. św. Wojciecha w Dalewie (Dalewo)
- Parafia św. Kazimierza w Jerce (Jerka)
- Parafia pw. św. Mikołaja Biskupa w Krzywiniu (Krzywiń)
- Parafia pw. Narodzenia Najświętszej Maryi Panny w Lubiniu (Lubiń)
- Parafia pw. św. Apostołów Piotra i Pawła w Rąbiniu (Rąbiń)
- Parafia św. Łukasza Ewangelisty w Świerczynie (Świerczyna)

### Sąsiednie dekanaty
- śremski,
- gostyński
- rydzyński,
- śmigielski,
- kościański.

## Galeria

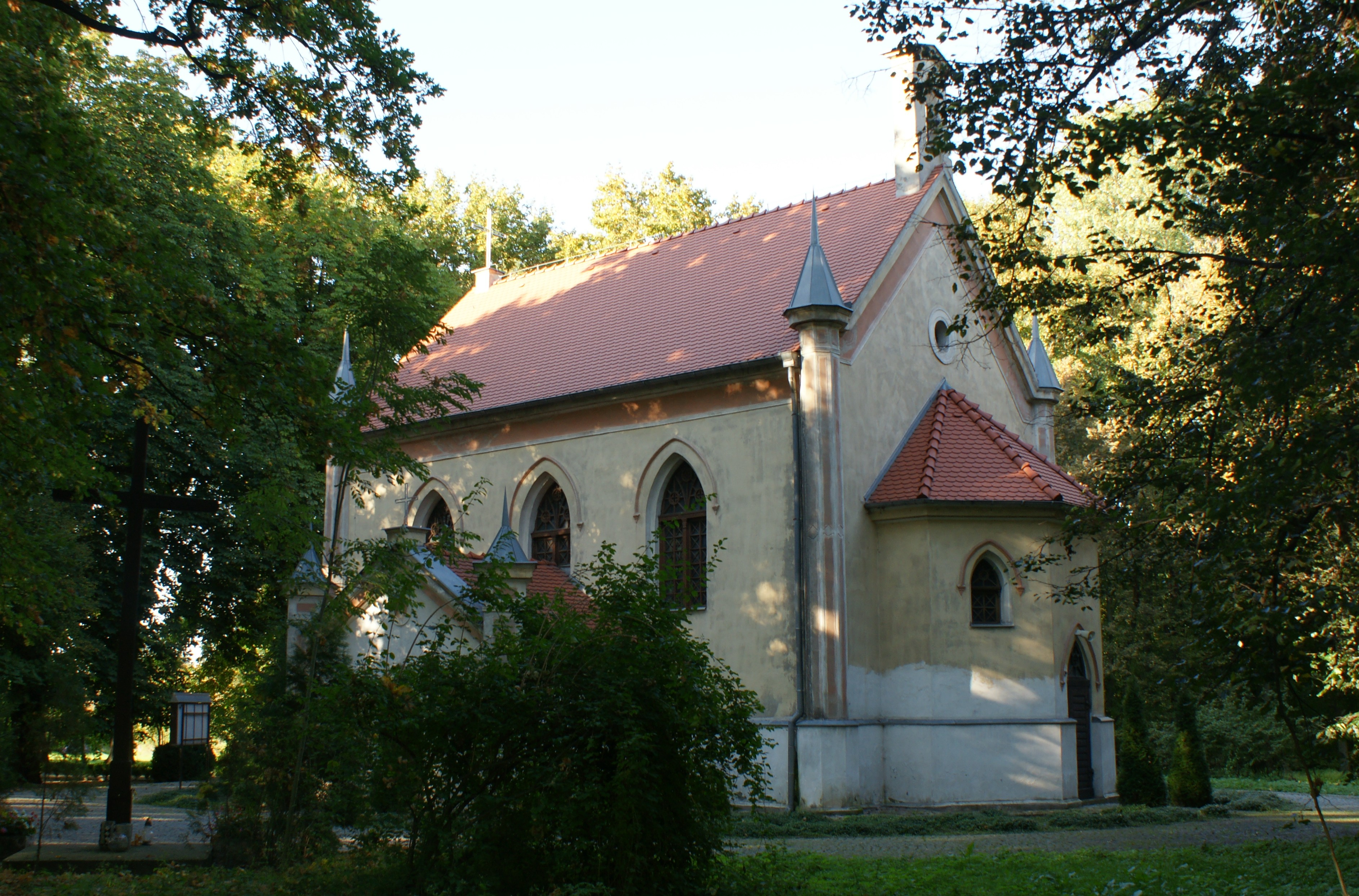
Kościół w Choryni
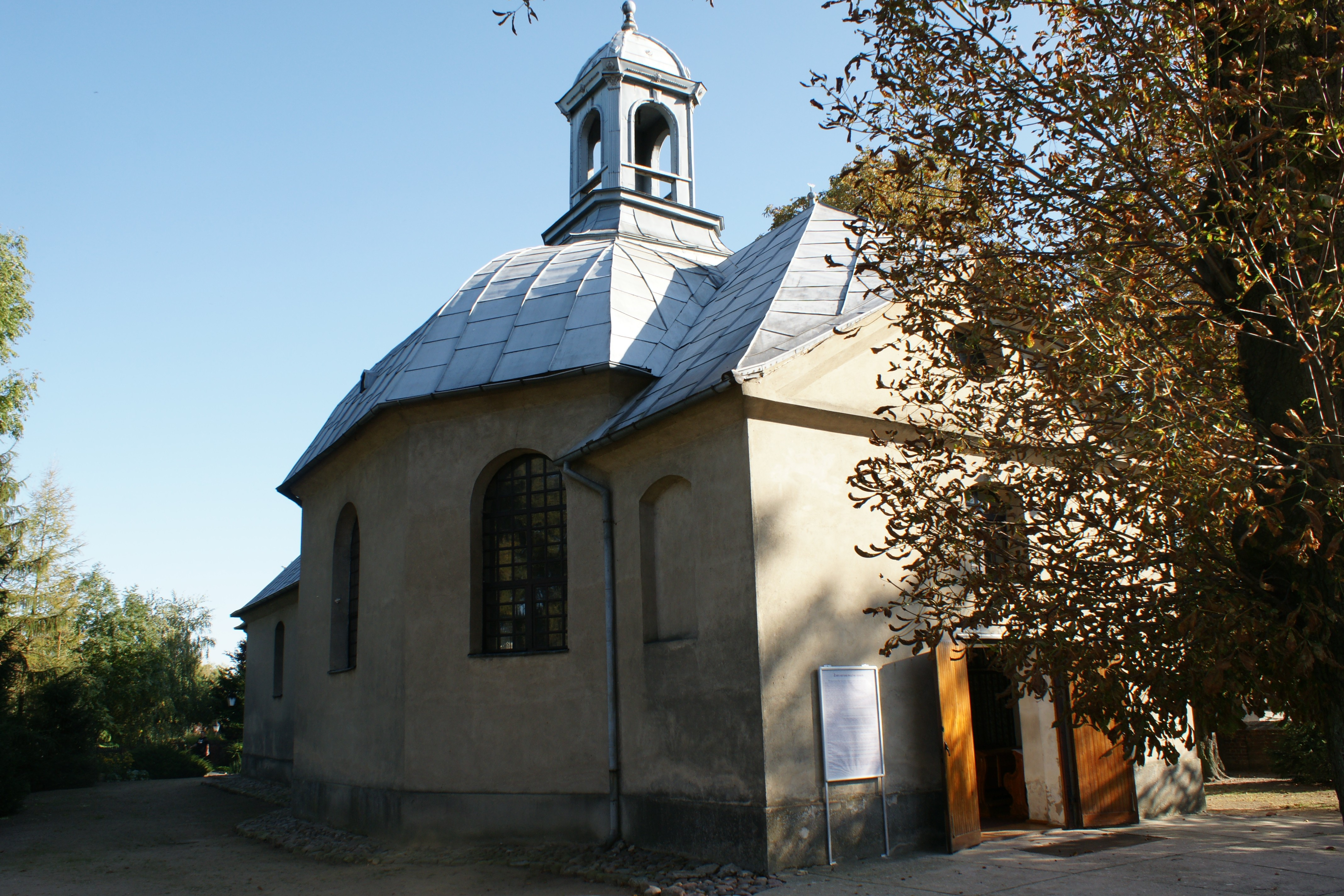
Kościół w Czerwonej Wsi
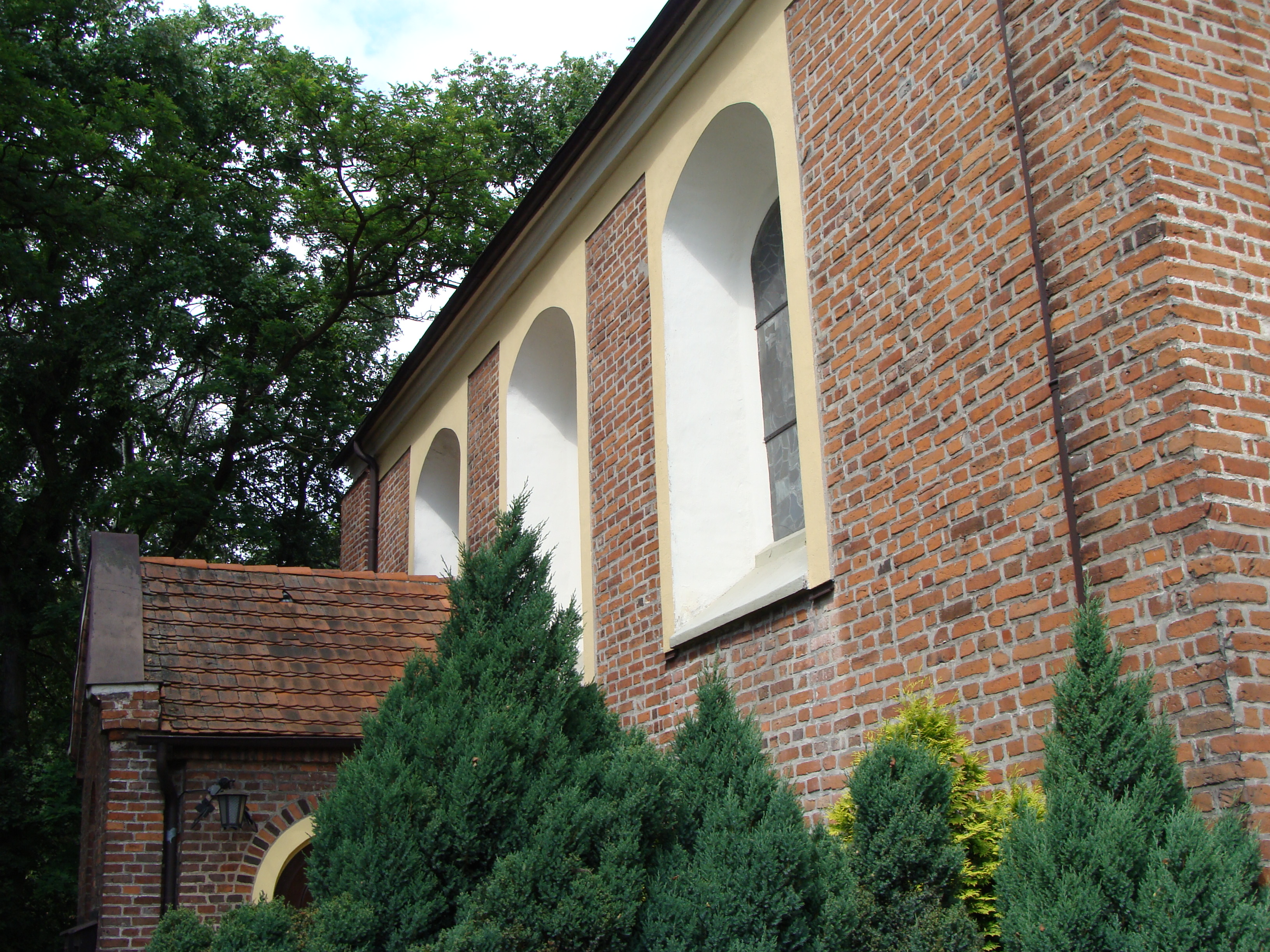
Kościół w Dalewie
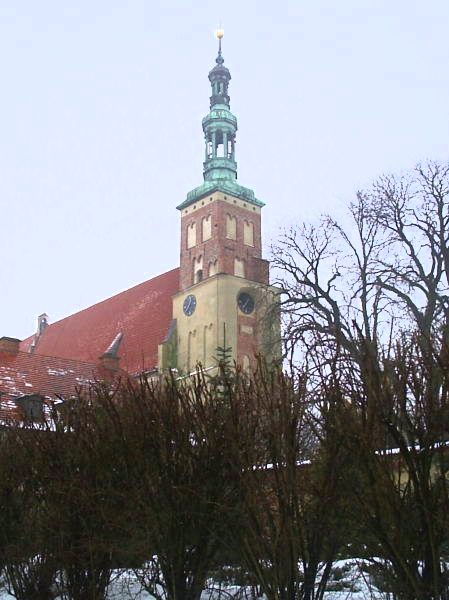
Kościół w Lubiniu
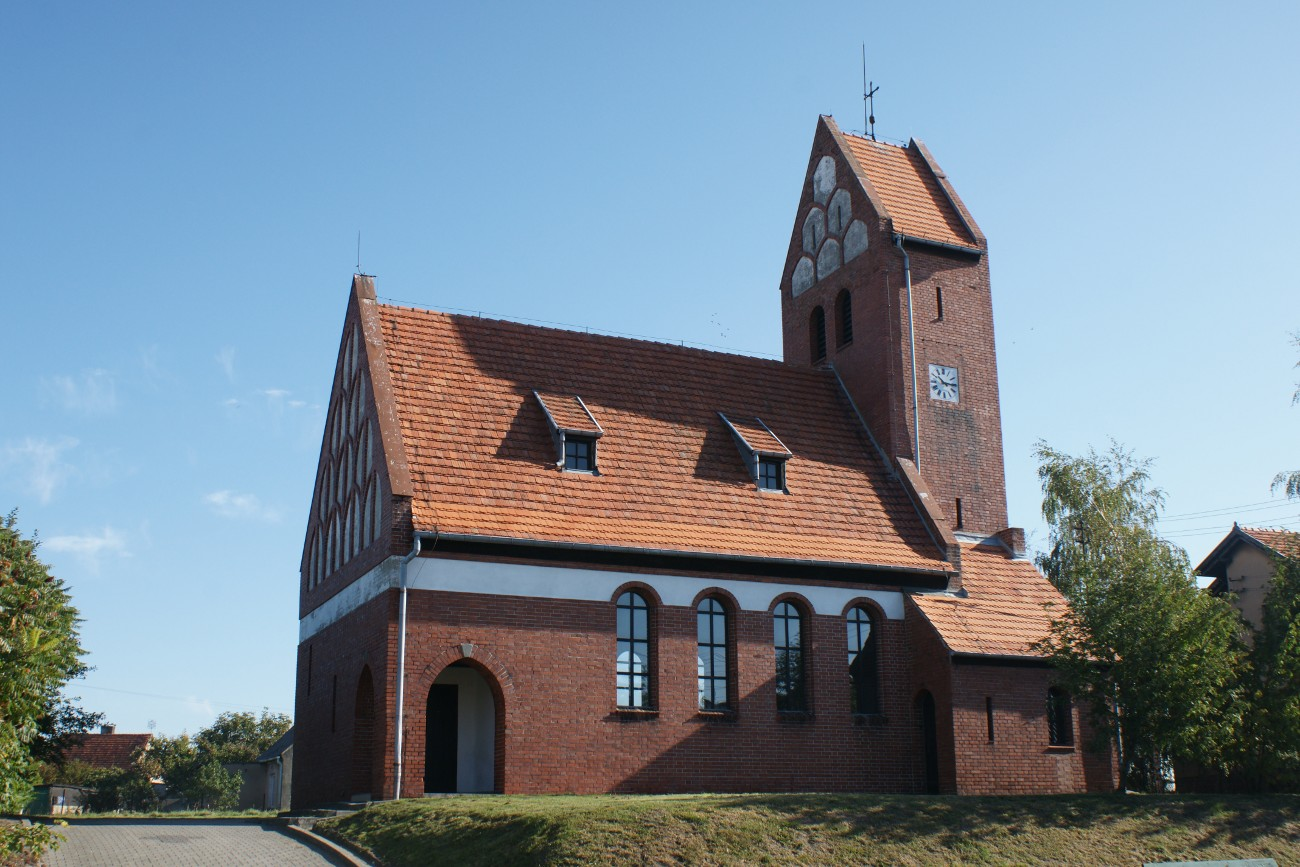
Kościół poewangelicki w Krzywiniu
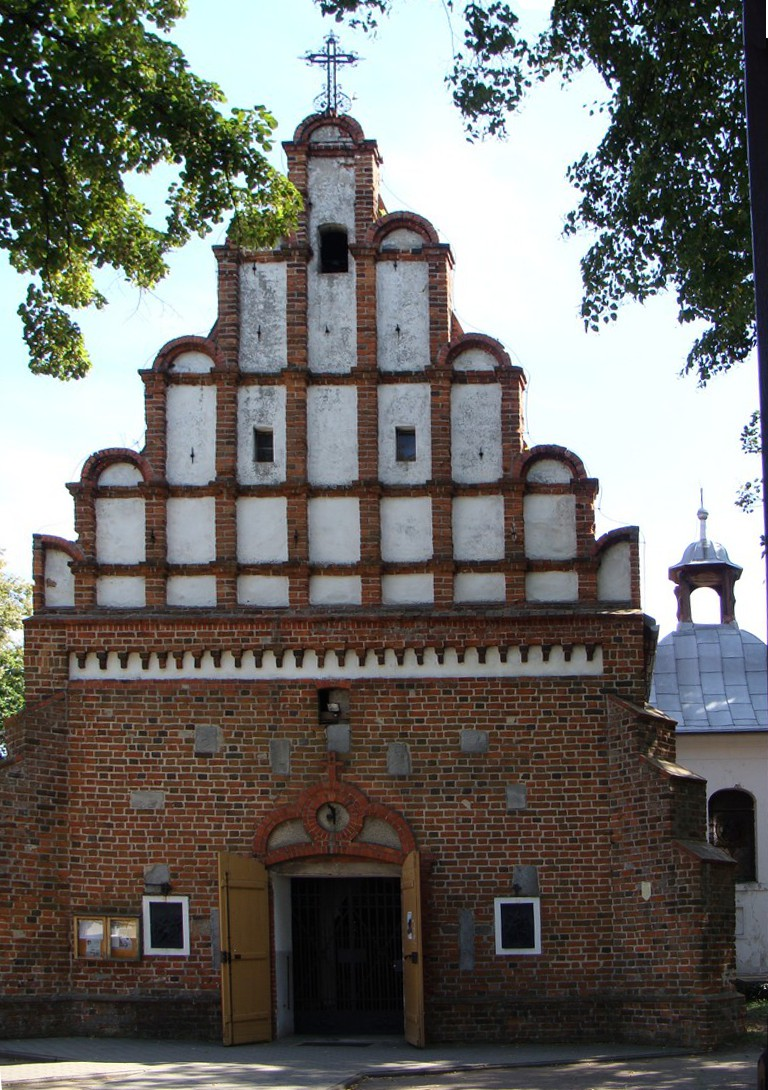
Kościół w Rąbiniu
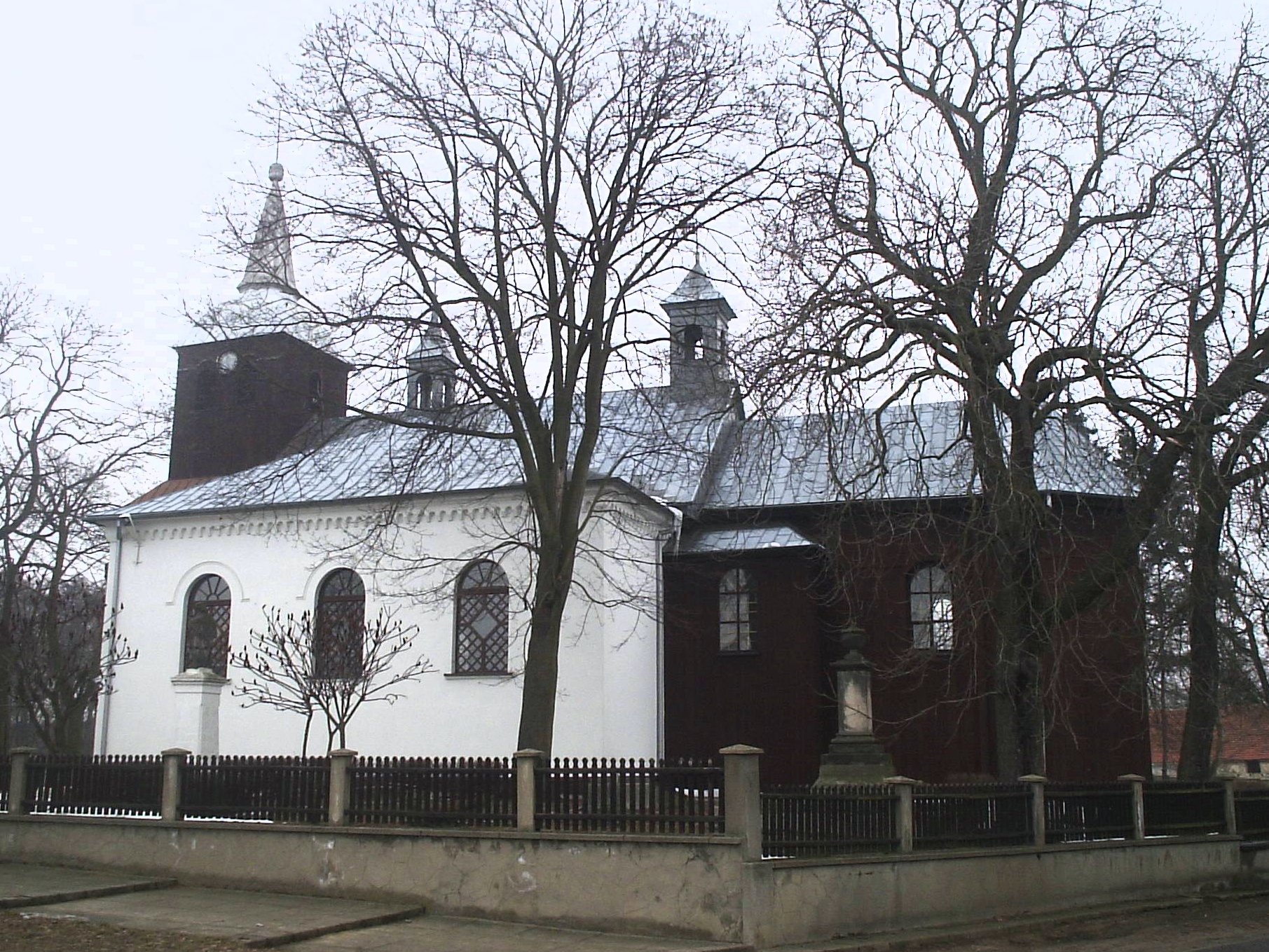
Kościół w Świerczynie